# Buska
Den här sidan handlar om färskölstypen. För byn i Nora socken, Uppland, se Buska, Nora.
Buska eller busköl var ett slags färsköl, taget av första tappningen vid hembrygd, innan ännu humle eller pors blivit tillsatt. Man tog ofta en spann av brygden, innan den hunnit bli färdigjäst till bruk för dagen. Buska dracks i vissa fall medan den ännu var varm.